# Pajasen
Pajasen (pajesan, lat. Ailanthus), rod korisnog drveća iz porodice gorkuničevki, raširen po Australaziji i istočnoj Aziji. 
Priznato je šest vrsta, od kojih je najpoznatije brzorastuće kiselo drvo ili Ailanthus altissima, koje naraste do 30 metara visine, široke a rijetke krošnje. Latinsko ime roda dolazi iz indonezijske riječi ailanto (nebesko drvo, drvo bogova).
Pajasen teško gori i srvara mnogo dima, tako da je kao ogrjev nepogodno, ali se koristi u proizvodnji papira.

## Vrste
1. Ailanthus altissima (Mill.) Swingle
2. Ailanthus excelsa Roxb.
3. Ailanthus fordii Noot.
4. Ailanthus integrifolia Lam.
5. Ailanthus triphysa (Dennst.) Alston
6. Ailanthus vietnamensis H.V.Sam & Noot.

## Sinonimi
- Hebonga Radlk.
- Pongelion Adans.